# Mustafakemalpaşa

Distritos de la provincia de Bursa.

Mustafakemalpaşa es una ciudad y distrito de la provincia de Bursa, en la región del Mármara, Turquía. El río Mustafakemalpaşa (Mustafakemalpaşa Çayı) fluye a través de su término.

## Historia
Los antiguos griegos dieron a la región el nombre de Kremaste (Κρεμαστή en griego Antiguo, Kirmasti en moderno turco), bajo el Reino de Bitinia. Alrededor de 300AD la ciudad se convirtió en un importante núcleo económico y llegó a ser diócesis cristiana. En 1336 la ciudad fue incorporada al Imperio Otomano. Fue devastada en 1920, durante la guerra Greco-turca. Después de la Guerra de la Independencia, liderada por Mustafa Kemal Atatürk, el ayuntamiento decidió cambiar el nombre de la ciudad por el de Mustafakemalpaşa en su honor. La ciudad tiene actualmente 56.727 habitantes.

## Ciudades hermanadas
- Sciacca
- Lipkovo
- Mostar
- Kamenicë
- Copceac